# Aleksandra Gaworska
Aleksandra Gaworska (née le 7 novembre 1995) est une athlète polonaise, spécialiste du 400 mètres.

## Biographie
Sélectionnée pour les championnats du monde d'athlétisme 2017 qui ont lieu à Londres, elle remporte la médaille de bronze du relais 4 × 400 m.
Le 4 mars 2018, elle remporte la médaille d'argent du relais 4 x 400 m des championnats du monde en salle de Birmingham en 3 min 26 s 09, record de Pologne en salle.

## Palmarès
| Date | Compétition                    | Lieu       | Résultat | Épreuve     | Temps                    |
| ---- | ------------------------------ | ---------- | -------- | ----------- | ------------------------ |
| 2017 | Championnats d'Europe espoirs  | Bydgoszcz  | 4e       | 400 m haies | 56 s 94                  |
| 2017 | Championnats d'Europe espoirs  | Bydgoszcz  | 1re      | 4 x 400 m   | 3 min 29 s 66            |
| 2017 | Championnats du monde          | Londres    | 3e       | 4 x 400 m   | 3 min 25 s 41            |
| 2017 | Universiade                    | Taipei     | 4e       | 400 m haies | 57 s 25                  |
| 2017 | Universiade                    | Taipei     | 1re      | 4 x 400 m   | séries                   |
| 2018 | Championnats du monde en salle | Birmingham | 2e       | 4 x 400 m   | 3 min 26 s 09            |
| 2022 | Championnats du monde en salle | Belgrade   | 3e       | 4 × 400 m   | Participation aux séries |

## Records
| Épreuve | Épreuve | Performance | Lieu        | Date |
| ------- | ------- | ----------- | ----------- | ---- |
| 400 m   | 52 s 45 | Bydgoszcz   | 2 juin 2017 |      |